# Hydraulikflüssigkeit
Eine Hydraulikflüssigkeit ist ein Fluid, das zur Übertragung von Energie (Volumenstrom, Druck) in Hydrauliksystemen in der Fluidtechnik benötigt wird. Der Gesamtmarkt der Hydrauliköle stellt nach den Motorenölen den zweitgrößten Bereich der Schmiermittel dar. In Deutschland werden jährlich etwa 150.000 t verbraucht, davon etwa 60.000 t bei mobilen Anwendungen.

## Eigenschaften
Hydraulikflüssigkeiten müssen gute Schmiereigenschaften, eine hohe Alterungsbeständigkeit und ein hohes Benetzungs- und Haftvermögen aufweisen. Außerdem benötigen sie einen hohen Flammpunkt und einen niedrigen Pourpoint. Zum Einsatz in hydraulischen Systemen ist eine Verträglichkeit mit Dichtungen sowie eine Harz- und Säurefreiheit wichtig. Weitere Eigenschaften sind ein geringer Temperatureinfluss auf die Viskosität (sowohl dynamische als auch kinematische Viskosität), eine geringe Kompressibilität und eine Scherstabilität sowie eine geringe Schaumbildung. Es gibt auch Unterschiede im Verhalten gegenüber Feuchtigkeit und in der Mischbarkeit mit Wasser, Pflanzen- oder Mineralölen.
Zu den Aufgaben der Hydraulikflüssigkeiten gehört vor allem die möglichst verlustfreie Übertragung der hydraulischen Leistung von der Pumpe zum Motor bzw. Zylinder. Neben dieser Hauptaufgabe erfüllt die Hydraulikflüssigkeit die Schmierung und den Korrosionsschutz für die beweglichen Teile (Kolben-, Schiebegleitflächen, Lager, Schaltelemente) und die Metalloberflächen des hydraulischen Systems. Außerdem führt sie Verunreinigungen (beispielsweise durch Abrieb), Wasser und Luft sowie Verlustwärme ab.

## Hydrauliköle
Je nach Verwendungszweck und geforderter Eigenschaft bestehen Hydraulikflüssigkeiten aus unterschiedlichen Typen von Flüssigkeiten auf unterschiedlicher Materialbasis.

### Mineralöle
Die am häufigsten eingesetzten Hydraulikflüssigkeiten werden auf Mineralölbasis mit entsprechenden Additiven hergestellt. Sie werden auch kurz als Hydrauliköl bezeichnet. Die Anforderungen an diese Hydrauliköle sind in der ISO 6743/4 mit den Bezeichnungen HL, HM, HV festgelegt. In Deutschland sind die Bezeichnungen H, HL, HLP, HVLP nach DIN 51 524 üblich.
H: ohne Wirkstoffzusätze, entsprechen den Schmierölen nach DIN 51 517. Diese Hydrauliköle werden heute kaum noch verwendet.
HL: mit Wirkstoffen zum Erhöhen des Korrosionsschutzes und der Alterungsbeständigkeit (auch HL nach DIN 51 524, Teil 1). Sie werden bei Drücken bis 200 bar eingesetzt und genügen den üblichen thermischen Belastungen.
HLP: mit Wirkstoffen zum Erhöhen des Korrosionsschutzes, mit Hochdruckzusätzen und der Alterungsbeständigkeit (auch HLP nach DIN 51 524, Teil 2). Sie werden bei Drücken bis und über 200 bar eingesetzt und genügen den üblichen thermischen Belastungen.
HM: mit Wirkstoffen zum Erhöhen des Korrosionsschutzes, der Alterungsbeständigkeit sowie zur Verminderung des Fressverschleißes im Mischreibungsgebiet (auch HLP nach DIN 51 524, Teil 2)
HV: mit Wirkstoffen zum Erhöhen des Korrosionsschutzes, der Alterungsbeständigkeit, zur Verminderung des Fressverschleißes im Mischreibungsgebiet sowie zur Verbesserung des Viskositäts-Temperatur-Verhaltens (auch HVLP DIN 51 524, Teil 3)
HLPD: mit Wirkstoffen zum Erhöhen des Korrosionsschutzes, der Alterungsbeständigkeit und detergierenden Zusätzen (deutsche Bezeichnung, nicht genormt)
Neben diesen genormten Hydraulikölen können auch Motoren- und Getriebeöle für mobile Hydraulikanwendungen genutzt werden. Automatikgetriebeöle (ATF → Automatic Transmission Fluid) werden in hydrodynamischen Wandlern eingesetzt und sind Hydrauliköle, deren Schmier- und Friktionseigenschaften durch zugesetzte Hilfsstoffe (Additive) für in den Getrieben vorkommende Mechanik erweitert wurden. Sie unterliegen teils herstellerspezifischen Standards, teils von Herstellern herausgegebenen Standards, die auch anderweitig Verwendung finden. Dazu gehörten unter zahlreichen anderen die Reihen Dexron und Mercon.

### Hydraulikflüssigkeiten für die Lebensmittel- und Futterindustrie
H1-Hydrauliköle, von der NSF International (früher National Sanitation Foundation) in der Kategorie NSF H1 registriert, dürfen in der Lebensmittel- und Futterindustrie eingesetzt werden, für Anwendungen, bei denen ein gelegentlicher und technisch nicht zu vermeidender Kontakt nicht auszuschließen ist ("lubricant for incidential food contact"). NSF H2 Hydrauliköle dürfen eingesetzt werden, wenn ein Kontakt absolut auszuschließen ist.
Sie sind nicht zu verwechseln mit den „biologisch schnell abbaubaren Hydraulikflüssigkeiten“ (umweltfreundliche Hydraulikflüssigkeiten).
Lebensmittelverträgliche Hydraulikflüssigkeiten basieren oft auf sehr reinem petrochemischen Weißöl, wie es auch in der Pharmazie und Kosmetik eingesetzt wird oder auf Polyalphaolefine (PAO). Sämtliche Rohstoffe für H1-Schmiermittel müssen den Anforderungen der Food and Drug Administration (der USA) entsprechen. Es gibt auch wenige Hydraulikflüssigkeiten, die sowohl NSF H1-zertifiziert und biologisch schnell abbaubar sind.

### Biologisch schnell abbaubare Hydraulikflüssigkeiten
Für den Einsatz in biologisch kritischer Umgebung (Baumaschinen in Wasserschutzgebieten, Forstmaschinen im Wald, Pistengeräte im Gebirge etc.) wurden Hydraulikflüssigkeiten entwickelt, die biologisch abbaubar sind. Diese Fluide können aus Mineralöl produziert werden, oft werden sie aber auf Basis nachwachsender Rohstoffe, wie z. B. pflanzlicher Öle hergestellt. Biologisch abbaubare Fluide aus nachwachsenden Rohstoffen werden auch als Biohydraulikflüssigkeiten bezeichnet.
Umweltfreundliche Hydraulikflüssigkeiten sind Schadstoffe der Schadstoffklasse I, die Kennzeichnung ist HE (Hydraulic Environmental).
Bei den umweltfreundlichen Hydraulikflüssigkeiten werden folgende Typen unterschieden:
- HETG (Basis Triglyceride= pflanzliche Öle): Diese Fluide sind biologisch sehr gut abbaubar und in der Regel nicht wassergefährdend. Gegenüber Mineralölen besitzen sie eine geringere Alterungsbeständigkeit und können nur eingeschränkt unter Temperaturbelastung eingesetzt werden.
- HEPG (Basis Polyglykole): Polyglycole werden aus Mineralöl hergestellt, sie sind biologisch sehr gut abbaubar und nicht wassergefährdend. Ihre Eigenschaften sind mit denen von Mineralölen vergleichbar, sie sind wasserlöslich und nicht mit Mineralölen oder Pflanzenölen mischbar.
- HEES (Basis synthetische Ester): Synthetische Ester können sowohl auf Basis von nachwachsenden Rohstoffen als auch auf Basis von Mineralöl produziert werden. Sie sind biologisch sehr gut abbaubar und nicht wassergefährdend oder erfüllen die Wassergefährdungsklasse 1. Sie besitzen eine hohe Alterungsbeständigkeit und sind gegenüber extremen Arbeitstemperaturen unempfindlich.
- HEPR (andere Basisflüssigkeiten, in erster Linie Poly-alpha-olefine).

Der Anteil der Biohydrauliköle konnte in Deutschland in den letzten Jahren massiv gesteigert werden; er betrug im Jahr 2000 nur etwa 3 % und stieg bis 2005 besonders in der Mobilhydraulik auf 19 % des Gesamtmarktes. Einer der zentralen Gründe hierfür stellt das Markteinführungsprogramm Bioschmierstoffe des Bundesministeriums für Ernährung, Landwirtschaft und Verbraucherschutz dar, durch das die Umstellung auf Bioschmierstoffe in den Jahren 2000 bis 2008 gezielt gefördert wurde. Im Jahr 2014 lag der Marktanteil bei 27 %. Biologisch abbaubare Mehrbereichs-Hydrauliköle decken einen immer breiteren Viskositätsbereich ab und gewinnen dadurch weiter an Bedeutung. (Rüdiger Fischer)

### Getriebe-/Hydrauliköle (Universalöle)
Um die Anzahl der in Baumaschinen und land- und forstwirtschaftlichen Arbeitsmaschinen benötigten Schmierstoffe zu reduzieren und gemeinsame Ölhaushalte für verschiedene Komponenten wie Hydraulik und Getriebe zu ermöglichen, wurden Universalöle entwickelt.
Zwei besonders wichtige Schmierstofftypen in diesem Bereich sind STOU (Super Tractor Oil Universal) und UTTO (Universal Tractor Transmission Oil).
STOU-Öle sind vielseitig einsetzbar und eignen sich für Motoren, Getriebe, Hydraulikanlagen und nasse Bremsen. Ein typisches STOU-Öl mit einer Viskosität von etwa 85 cSt bei 40 °C kann wie folgt klassifiziert werden:
- Als Motoröl: 10W-40
- Als Getriebeöl: 80W-90
- Als Hydrauliköl: HVLP 68-100

STOU-Öle sind oft nur für Motoren älterer Baujahre (vor 2005) geeignet. In Getrieben und Hydraulikanlagen moderner Maschinen können sie jedoch problemlos verwendet werden.
UTTO-Öle sind speziell für Getriebe, Hydraulikanlagen und nasse Bremsen konzipiert, jedoch nicht für den Einsatz in Motoren geeignet. Ein typisches UTTO-Öl mit einer Viskosität von etwa 65 cSt bei 40 °C kann folgendermaßen bezeichnet sein:
- Als Getriebeöl: 80W
- Als Hydrauliköl: HVLP 68

### Viskositäten
International erfolgt die Einteilung industrieller Schmieröle in Viskositätsklassen (ISO VG) gemäß ISO 3448 nach ihrer kinematischen Viskosität bei 40 °C.
| ISO VG | Mittlere kinematische Viskosität in mm²/s bei 40 °C | Minimale kinematische Viskosität in mm²/s bei 40 °C | Maximale kinematische Viskosität in mm²/s bei 40 °C |
| ------ | --------------------------------------------------- | --------------------------------------------------- | --------------------------------------------------- |
| 2      | 2,2                                                 | 1,98                                                | 2,42                                                |
| 3      | 3,2                                                 | 2,88                                                | 3,52                                                |
| 5      | 4,6                                                 | 4,14                                                | 5,06                                                |
| 7      | 6,8                                                 | 6,12                                                | 7,48                                                |
| 10     | 10                                                  | 9                                                   | 11                                                  |
| 15     | 15                                                  | 13,5                                                | 16,5                                                |
| 22     | 22                                                  | 19,8                                                | 24,2                                                |
| 32     | 32                                                  | 28,8                                                | 35,2                                                |
| 46     | 46                                                  | 41,4                                                | 50,6                                                |
| 68     | 68                                                  | 61,2                                                | 74,8                                                |
| 100    | 100                                                 | 90                                                  | 110                                                 |
| 150    | 150                                                 | 135                                                 | 165                                                 |
| 220    | 220                                                 | 198                                                 | 242                                                 |
| 320    | 320                                                 | 288                                                 | 352                                                 |
| 460    | 460                                                 | 414                                                 | 506                                                 |
| 680    | 680                                                 | 612                                                 | 748                                                 |
| 1000   | 1000                                                | 900                                                 | 1100                                                |
| 1500   | 1500                                                | 1350                                                | 1650                                                |

## Schwer entflammbare Hydraulikflüssigkeiten
Eine zweite Gruppe stellen die schwer entflammbaren Flüssigkeiten dar, die vor allem dort eingesetzt werden, wo Mineralöle aufgrund hoher Brandrisiken nicht nutzbar sind. Insbesondere für den Einsatz im Steinkohlebergbau und in der zivilen Luftfahrt ist der Einsatz von schwer entflammbaren Flüssigkeiten vorgeschrieben. Sonstige Hauptanwendungen sind Anlagen, bei denen die Hydraulikflüssigkeit bei Leckagen mit glühendem oder heißem Metall oder offenem Feuer in Berührung kommen kann (Druckgießereien, Schmiedepressen, Kraftwerksturbinen, Hütten- und Walzwerke).
Die schwer entflammbaren Flüssigkeiten werden in folgende Gruppen eingeteilt:
HFA: Öl-in-Wasser-Emulsionen bzw. Lösungsprodukte mit einem Wassergehalt von mehr als 80 % und Konzentrat auf Mineralölbasis oder auf Basis von löslichen Polyglykolen. Bei Konzentrat auf Mineralölbasis besteht Gefahr der Entmischung und des Mikrobenwachstums. Die Flüssigkeit ist schwer entflammbar und einsetzbar für Temperaturen zwischen +5 °C bis +55 °C, aufgrund der sehr niedrigen Viskosität entstehen hohe Leckverluste.
HFB: Wasser-in-Öl-Emulsionen mit einem Wassergehalt von mehr als 40 % und Mineralöl. Die Flüssigkeit ist schwer entflammbar und einsetzbar für Temperaturen zwischen +5 °C bis +60 °C. In Deutschland ist sie aufgrund mangelhafter brandtechnischer Eigenschaften nicht zugelassen und wird selten verwendet.
HFC: Wasserglykole mit einem Wassergehalt über 35 % und Polyglykol-Lösung. Die Flüssigkeit ist schwer entflammbar und einsetzbar für Temperaturen zwischen −20 °C bis +60 °C sowie Drücken von bis zu 250 bar. Es handelt sich um die häufigste Hydraulikflüssigkeit unter den schwer entflammbaren Flüssigkeiten. Bei Kontakt mit Zink im Rohrleitungssystem kommt es zur Bildung von Zinkseifen, wodurch z. B. Druckfilter zugesetzt werden können.
HFD: Wasserfreie Synthetische Flüssigkeiten mit einer höheren Dichte als Mineralöl oder Wasser (nicht HFD-U), können Probleme beim Ansaugverhalten von Pumpen verursachen und greifen viele Dichtungswerkstoffe an, da die Verträglichkeit mit Kunststoffen problematisch ist. Die Flüssigkeit ist schwer entflammbar und einsetzbar für Temperaturen zwischen −20 °C bis +150 °C. Dabei handelt es sich je nach Hauptbestandteil um folgende Typen:
- HFD-R: Phosphorsäureester
- HFD-S: wasserfreie chlorierte Kohlenwasserstoffe
- HFD-T: Mischung aus HFD-R und HFD-S
- HFD-U: wasserfreie andere Zusammensetzung (bestehend aus Fettsäureestern oder Polyglykolen)

HFD-U-Flüssigkeiten sind als nicht schwer entflammbar einzustufen, da sie, in dem für die Schwerentflammbarkeit maßgebenden Buxton-Test, den RI-Wert >25 nicht erreichen.

## Bremsflüssigkeit
Bremsflüssigkeiten bestehen in der Regel hauptsächlich aus Polyglykolverbindungen (vor allem den Monomethylethern und Mono-n-butylethern des Triethylenglykols und des Pentaethylenglykols, zudem geringen Anteilen Diethylenglykol) sowie weiteren Bestandteilen (beispielsweise Korrosionsschutzmitteln) in geringerer Konzentration. Seltener und in Spezialfällen (Oldtimer, Armee, Fahrräder usw.) kommen Silikonflüssigkeiten und Mineralöle zum Einsatz.

## Wasser
Reines Wasser wird in der Leistungshydraulik nicht mehr verwendet, stattdessen wird es mit Öl zu einer Emulsion gemischt, ähnlich dem Kühlschmiermittel bei spanabhebenden Maschinen. Die erste technische Nutzung der Hydraulik erfolgte mit Wasser als Fluid. Wasser hat eine praktisch konstante niedrige Viskosität. Der Kompressionsfaktor liegt bei ca. 60 % des Wertes des Hydrauliköls.

## Eigenschaften und Kenngrößen
| Eigenschaften                      | Einheit    | Mineralöle | Polyglykol-Wasser-Lösung | Phosphatester | Chloraromate | Mischung aus Phosphatestern und Chloraromaten | Wasser |
| ---------------------------------- | ---------- | ---------- | ------------------------ | ------------- | ------------ | --------------------------------------------- | ------ |
| Dichte bei 15 °C                   | g cm−3     | 0,87–0,9   | 1,01–1,09                | 1,1–1,3       | 1,3–1,45     | 1,2–1,4                                       | 1      |
| Volumenausdehnungskoeffizient      | 10−3 K−1   | 0,65       | 0,7                      | 0,7           | 0,7          | 0,7                                           | 0,206  |
| Mittlerer Kompressionsmodul        | GPa        | 2          | 3,5–4                    | 2,3–2,8       | 2,3–2,8      | 2,3–2,8                                       | 2,08   |
| Bunsenscher Absorptionskoeffizient |            | 0,08–0,1   | 0,03–0,04                | 0,08–0,09     | 0,08–0,09    | 0,08–0,09                                     | 0,02   |
| Spezifische Wärmekapazität         | J kg−1 K−1 | 1885       | 3350                     | 1250–1650     | 1050         | 1250                                          | 4182   |
| Wärmeleitfähigkeit                 | W m−1 K−1  | 6,97–13,95 | 25,18                    | 8,37          | 8,37         | 8,37                                          | 38,38  |
| Flammpunkt                         | °C         | 210        | -                        | 210–240       | 200–220      | 210–230                                       | -      |
| Zündtemperatur                     | °C         | 310–360    | -                        | 450–600       | 670          | 600–630                                       | -      |
| Maximale Betriebstemperatur        | °C         | 90         | 65                       | 150           | 150          | 150                                           | 65     |